# کریستوفر سامبا
کریستوفر سامبا (انگلیسی: Christopher Samba؛ زادهٔ ۲۸ مارس ۱۹۸۴) بازیکن فوتبال اهل فرانسه است.
از باشگاه‌هایی که در آن بازی کرده‌است می‌توان به باشگاه فوتبال آنژی مخاچ‌قلعه، باشگاه فوتبال ترابزون‌اسپور، باشگاه فوتبال دینامو مسکو، باشگاه فوتبال بلکبرن روورز، باشگاه فوتبال کویینز پارک رنجرز، باشگاه فوتبال استون ویلا، باشگاه فوتبال هرتابرلین، و باشگاه فوتبال سدان اشاره کرد.
وی همچنین در تیم ملی فوتبال کنگو بازی کرده‌است.